# Cadouri de Crăciun
Cadouri de Crăciun este un film televizat din 1997, apărut prima oară pe The Family Channel, dar actualmente difuzat pe ABC Family în timpul blocului de programe  "25 Days of Christmas" (25 de zile de Crăciun).

## Prezentare
Melody Parris (Mimi Rogers) este o vânzătoare de parfumuri care a ratat o promovare la magazinul în care lucrează iar prietenul ei se pare că nu are de gând să o ceară vreodată de nevastă. Astfel că Melody se hotărăște să facă o listă de Crăciun în care trece toate dorințele pe care le are și tot ce ar vrea să i se întâmple în viitor. După ce pune lista în cutia poștală pentru Moș Crăciun aflată în magazinul de parfumuri, dintr-o dată, fără să își dea seama, încep să i se îndeplinească dorințele, dar nu totul iese așa cum a plănuit...

## Distribuție
- Mimi Rogers	...	Melody Parris
- Rob Stewart	...	Dr. David Skyler
- Stella Stevens	...	Natalie Parris
- Bill Switzer	...	Danny Skyler
- Enuka Okuma	...	Naomi
- Jano Frandsen	...	George
- Madison Graie	...	April May
- Andrew Johnston	...	Mr. Garnett
- George Pilgrim
- Marla Maples	...	Faith
- Tony Griffin	...	Eric Katz
- Gary Hetherington	...	Daumier
- anja Reichert	...	Suzie (ca Tanja Reichart)
- Anne Farquhar	...	Caroline
- Paul Raskin	...	Ted

## Primire
Filmul a fost primit foarte bine de telespectatori, pentru scenariul original, comic și dramatic, fiind nominalizat la premiile Young Artists în 1998 pentru Best Family Cable TV Movie, iar Bill Switzer a fost nominalizat pentru Best Performance in a TV Movie ca Supporting Young Actor. Filmul a fost de asemenea dublat în italiană, spaniolă, germană și română.

## Melodia de început
Melodia de început a filmului este un remix al melodiei creată de Merv Griffin pentru Wheel of Fortune (Roata norocului).

## Vezi și
- Cadoul de Crăciun (dezambiguizare)